# Георг Кристоф фон Андлау-Белинген
Георг Кристоф фон Андлау-Белинген (на немски: Georg Christoph von Andlau, Herr von Bellingen; † 27 юни 1689 в Базел, Швейцария) е благородник от род Андлау от Долен Елзас/Гранд Ест, господар на Хомбург в Елзас и Белинген (Бад Белинген, Баден-Вюртемберг).
Той е син на Йохан Балтазар фон Андлау († 1633/1688) и съпругата му Мария Якобея фон Райнах-Хайдвайлер († ок. 1632), дъщеря на Йохан Бертхолд фон Райнах, господар на Хайдвайлер († 1608) и Маргарета фон Ептинген († 1624).
Валтер фон Андлау получава през 1418 г. господството Бутенхайм – и така Белинген – от Катарина Бургундска. Родът „Андлау-Хомбург-Белинген“ построява през 1590 г. дворец Белинген и запазва собственостите в Белинген до 1937 г. През 1937 г. Октав фон Андлау продава двореца на общината и се мести във водния дворец Ентенщайн. С него измира линията Андлау-Белинген на 19 юли 1961 г.
Георг Кристоф фон Андлау-Белинген е прадядо на граф Франц Йозеф фон Андлау (1736 – 1820).

## Фамилия
Георг Кристоф фон Андлау-Белинген се жени на 15 ноември 1660 г. за Мария Франциска Салома фон Баден († 12 май 1707, Белинген), дъщеря на Ханс (Йохан) Фридрих фон Баден († 1688) и Мария Ева трушсес фон Волхаузен. Те имат децата:
- Мария Франциска Урсула фон Андлау (* 10 юли 1667, Бамлах; † 17 февруари 1743, Арлесхайм), омъжена на 2 септември 1688 г. за Франц Лудвиг фон Волхаузен, трушсес фон Волхаузен (* 9 февруари 1663; † 14 февруари 1694)
- Конрад Йозеф Кристоф фон Андлау цу Хутемхайм и Хомбург (* 6 юни 1671, Белинген; † 29 май 1731, Хомбург), женен I. на 7 февруари 1695 г. в Арлесхайм за Мария Катарина Салома фон Рогенбах (* ок. 1670; † 28 юли 1709), II. на 14 май 1711 г. за Мария Анна фон Кагенек († 10 февруари 1720, Хомбург). Той има син от първия брак:
  - Франц Йозеф III Конрад Фридрих Кристоф фон Андлау-Хомбург (* ок. 1701; † 7 юни 1738, Хомбург), женен на 20 март 1730 г. за фрайин Мария Анна Катарина Йозефа фон Райнах-Верт († 24 януари 1788); има син:
    - Граф Франц Йозеф Фридрих Антон Маркус фон Андлау (1736 – 1820)